# Jan Tops
Jan Tops est un cavalier de saut d'obstacles néerlandais.
Il a gagné la médaille d'or par équipe avec son cheval Top Gun La Silla aux Jeux olympiques de Barcelone en 1992. Il est resté au sommet de son sport pendant plus de 10 ans avec ce cheval.
Jan Tops conserve depuis sa retraite sportive un rôle important dans le milieu du CSO. Il exerce le métier de marchand de chevaux de haut niveau et est le créateur du célèbre circuit Global Champions Tour.
Il s'est marié en novembre 2011 avec la cavalière australienne Edwina Alexander à l'église anglicane St-Paul de Monte-Carlo.

## Palmarès
- 1991 : médaille d'or par équipe au Championnat d'Europe.
- 1992 : médaille d'or par équipe et 5e place individuelle aux Jeux olympiques de Barcelone avec Top Gun La Silla.
- 1994 : 8e place par équipe et 32e place individuelle aux Jeux équestres mondiaux.
- 1996 : 7e place par équipe et 7e place individuelle aux Jeux olympiques.
- 1997 : médaille d'argent par équipe au Championnat d'Europe.
- 1998 : 6e place par équipe et 32e place individuelle aux Jeux équestres mondiaux.
- 1999 : médaille de bronze par équipe au Championnat d'Europe.
- 2000 : 5e place par équipe aux Jeux olympiques.
- 2002 : 5e place par équipe et 27e place individuelle aux Jeux Équestres Mondiaux.